# 铃木冬青
铃木冬青（学名：Ilex suzukii）是冬青科冬青属的植物，是台灣特有植物。分布于台灣海拔2,200米的地区，多生于中海拔地带的山地林中，目前已由人工引种栽培。